# العلاقات القرغيزستانية الناوروية
العلاقات القيرغيزستانية الناوروية هي العلاقات الثنائية التي تجمع بين قيرغيزستان وناورو.

## مقارنة بين البلدين
هذه مقارنة عامة ومرجعية للدولتين:
| وجه المقارنة                                              | قيرغيزستان                      | ناورو                          |
| --------------------------------------------------------- | ------------------------------- | ------------------------------ |
| المساحة (كم2)                                             | 199.95 ألف                      | 21                             |
| عدد السكان (نسمة)                                         | 6.20 مليون                      | 10.08 ألف                      |
| الكثافة السكانية (ن./كم²)                                 | 31.01                           | 48.00 ألف                      |
| العاصمة                                                   | بيشكك                           | ضاحية يارين                    |
| اللغة الرسمية                                             | اللغة الروسية، اللغة القيرغيزية | اللغة الناورونية، لغة إنجليزية |
| العملة                                                    | سوم قيرغيزستاني                 | دولار أسترالي                  |
| الناتج المحلي الإجمالي (بليون دولار)                      | 7.56 مليار                      | 113.88 مليون                   |
| الناتج المحلي الإجمالي (تعادل القوة الشرائية) بليون دولار | 20.45 مليار                     | 162.98 مليون                   |
| الناتج المحلي الإجمالي الاسمي للفرد دولار أمريكي          | 1.10 ألف                        | 9.83 ألف                       |
| الناتج المحلي الإجمالي للفرد دولار أمريكي                 |                                 |                                |
| مؤشر التنمية البشرية                                      | 0.655                           |                                |
| رمز المكالمات الدولي                                      | +996                            | +674                           |
| رمز الإنترنت                                              | .kg                             | .nr                            |
| المنطقة الزمنية                                           | ت ع م+06:00                     | ت ع م+12:00                    |

## منظمات دولية مشتركة
يشترك البلدان في عضوية مجموعة من المنظمات الدولية، منها:
| علم المنظمة | اسم المنظمة                   | تاريخ انضمام قيرغيزستان | تاريخ انضمام ناورو |
| ----------- | ----------------------------- | ----------------------- | ------------------ |
|             | يونسكو                        | 2 يونيو 1992            | 17 أكتوبر 1996     |
|             | الاتحاد البريدي العالمي       | ?                       | ?                  |
|             | منظمة الشرطة الجنائية الدولية | ?                       | ?                  |
|             | الأمم المتحدة                 | 2 مارس 1992             | 14 سبتمبر 1999     |
|             | بنك التنمية الآسيوي           | 1994                    | 1991               |
|             | الاتحاد الدولي للاتصالات      | 20 يناير 1994           | 10 يونيو 1969      |
|             | منظمة حظر الأسلحة الكيميائية  | ?                       | ?                  |